# 한백문화재연구원
한백문화유산연구원은 2006년 1월에 개원한 국가유산 조사전문 연구기관이다.숙련된 연구 전문인력이 모여 국가유산 조사 및 학술연구 용역 진행 등 다양한 분야에서 활동하고 있다.
한백문화유산연구원(한백문화재연구원)은 대한민국 문화유산(유․무형문화재) 및 매장문화재의 조사, 연구, 보호, 보존관리 및 그 활용을 통해 민족문화를 전승.보급하고, 문화재의 총체적인 보존관리 체제의 확립을 목적으로 설립된 문화체육관광부 국가유산청 소관의 비영리 재단법인이다. 2024년 국가유산 체제 전환 등 문화유산정책에 따라 한백문화재연구원에서 한백문화유산연구원으로 기관 명칭을  변경하였다. 
서울시 성동구 서울숲에 개원한 이후 2015년 성남 분원을 설치하였다. 2020년 서울시 성동구 재개발 과정에서 경기도 성남시 중원구 사기막골로 이전하였다.
- 주요 연혁

| 1998.11.10. | 단국대학교 부설 매장문화재연구소 설립               |
| 2006.01.02. | 재단법인 한백문화재연구원 서울시 개원               |
| 2011.12.30. | 문화체육관광부장관 표창장 수상                      |
| 2015.05.15. | 고려 행궁 혜음원 학술대회 및 특별전 참여            |
| 2015.07.03. | 경기도 성남 분원 개원                               |
| 2016.11.30. | 시민들과 함께 가꾸는 서봉사지, 교육·답사·토크콘서트 |
| 2017.11.30. | 서울 성동구 고등학생 직업체험 교육 기부             |
| 2019.11.19. | 지역사회 교육 및 관광기여공로 우수기관 표창         |
| 2020.01.21. | 경기도 성남 본원 이전                               |
| 2021.11.11. | 파주 임진나루와 임진진터 유적 학술세미나 개최       |
| 2022.02.17. | 발굴현장공개평가 우수기관 문화재청장상 수상         |
| 2022.07.08. | 포천 인흥군 묘역 경기도기념물 지정기념 학술심포지움 |
| 2024.11.07. | 안성 봉업사지 국가유산 사적지정기념 학술대회        |
| 2024.12.11. | 재단법인 한백문화유산연구원 명칭 변경               |

## 주요 사업
- 문화재의 보존, 보급, 선양
- 문화유산에 대한 지표․시굴․발굴조사, 수장, 보존관리, 보수, 복원
- 문화유산 관련 조사연구 학술보고서 발간, 기타 학술사업과 연구서 발간
- 전통문화와 문화재에 관련한 전문인력양성을 위한 교육 및 지원사업, 사회교육
- 문화유산과 관련한 문화 컨텐츠의 연구․개발 및 서비스
- 문화유산 관련 학술행사 개최 및 지원사업
- 법인의 목적달성을 위하여 기타 필요한 사업